# 두마 보코
두마 기데온 보코(영어: Duma Gideon Boko, 1969년 12월 31일~)는 현재 2024년 11월 1일부터 제6대 보츠와나 대통령을 맡고 있는 보츠와나 정치인이자 변호사이다. 그는 2012년부터 민주적 변화를 위한 우산당의 대표를 맡고 있다. 2014년부터 2019년까지 야당 대표를 역임했다.
보코는 2010년에 보츠와나 국민전선의 대통령직에 올랐다. 그는 보츠와나 주요 야당들의 연합체인 민주적 변화를 위한 우산당을 창설하였다. 2014년과 2019년 총선에서 연합 대표로 출마하였다. 2024년 선거에서 자신의 정당을 승리로 이끌었고, 2024년 11월 1일, 보츠와나 대통령으로 취임하였다. 그는 보츠와나 역사상 보츠와나 민주당에 속하지 않은 첫 번째이자 현재까지 유일한 대통령이다.

## 어린 시절
보코는 보츠와나 중부구 마할라피에 마을에서 태어났다. 그의 아버지는 마디바 브리게이드에서 강사로 일했으며, 2004년에 사망했다. 그는 여동생 엠마 보코를 두고 있다.
1987년, 보코는 보츠와나 대학교에서 법학을 전공하기 시작했다. 그는 학생대표위원회(SRC) 위원으로 선출되었다. 그의 법학 동기 중에는 고등법원 판사인 마이클 레부루, 키 딩가케, 벵바메 세첼레, 롯 모로카 등이 있었다. 1993년 졸업 후 그는 하버드 법학대학원으로 진학해 법학 석사 학위를 취득했다.

## 경력
보코는 1993년부터 2003년까지 보츠와나 대학교에서 법학을 가르치며 동시에 로펌을 운영했다. 2000년대 초반에는 신문 《더 모니터》에 칼럼을 연재하며 판사들이 지적으로 진보적이지 않다고 주장했다. 그는 학자들과 판사들이 충분한 연구를 하지 않아 근거 있는 판결을 내리지 못하고 있다고 비판했다.

## 정치 경력
보코는 2010년 보츠와나 국민전선(BNF) 대표로 선출되었다. 그러나 그의 대표직과 당원 자격은 이의 제기를 받았다. 이는 2000년 BNF가 분열했을 당시 그가 국가민주전선(NDF)의 창립 멤버가 되었다는 주장이 제기되었기 때문이다. 만약 이 주장이 사실로 밝혀질 경우, BNF 당헌에 따라 그는 복당 후 3년 동안 당의 지도부에 참여할 수 없었다. 그러나 법원은 그의 손을 들어주었다. 그는 오츠웰레체 무포의 지도 아래 쇠퇴하던 정당을 물려받았다.
BNF는 보츠와나 민주당(BDP)에서 갈라져 나온 신생 정당 보츠와나 민주운동(BMD), 그리고 보츠와나 인민당과 함께 민주적 변화를 위한 우산당(UDC)을 결성했다. 그러나 일부 BNF 당원들은 이 연합이 자당의 정체성을 약화시키고 결국 당을 사라지게 만들 것이라며 강하게 반대했다. 이에 따라 보코와 중앙위원회를 상대로 한 소송이 고등법원에 제기되었으나, 보코와 BNF는 모든 소송에서 승소했다.

### 2014년 선거
2014년 총선에서 보코는 민주적 변화를 위한 우산당(UDC)을 이끌고 국회에서 제2당의 지위를 차지하였으며, UDC는 17석을 확보하고 보츠와나 민주당(BDP)은 37석을 차지하였다. 이에 따라 보코는 공식 야당 대표가 되었다.

### 2019년 선거
2019년 총선에서 보코는 가보로네 본닝턴 노스 선거구에서 BDP의 안나 모크게티에게 패배하였다. 이로 인해 그는 제12대 국회의 공식 야당 대표 직함을 상실하게 되었다. 보코는 2019년 총선 과정에서 모크위치 마시시 대통령에게 유리하도록 BDP가 대규모 부정선거와 조작을 저질렀다고 주장하였다. 그가 제시한 주요 증거로는 선거 잉크 사용의 중단과 유권자 등록 카드의 과잉 발급 등이 있다.

### 2024년 선거
보츠와나 의회당과 보츠와나 애국전선이 UDC를 탈당했음에도 불구하고, 보코의 정당과 야권 전체는 선거에서 다수 의석을 차지하며 오랫동안 지배해온 BDP를 4석의 소수 정당으로 축소시켰다. 입법부 다수 연합의 지도자로서 보코는 대통령 당선인이 되었고, 11월 1일에 취임 선서를 했으며, 11월 8일에는 보다 공식적인 취임식이 열렸다. 보코의 대통령 취임은 1966년 보츠와나 독립 이후 최초로 야당 출신 대통령이 선출된 사례였다. 새로 선출된 보츠와나 대통령은 레세고 촘보를 청소년 및 성평등부 장관으로 임명했다.

## 대통령직
대통령으로서 보코는 불법 체류 중인 짐바브웨인들에게 임시 취업 및 거주 허가를 부여하고, 보츠와나의 다이아몬드 산업과 관련된 드비어스와의 경제 협정을 재협상할 의사를 밝혔다. 2024년 11월, 첫 국정연설에서 보코는 정부가 태양광 에너지, 의약용 대마, 산업용 삼에 대한 투자를 늘릴 것이라고 말했다. 또한 스타링크를 통해 전국에 저렴한 인터넷 접속을 확대하기 위해 일론 머스크와 협력할 계획임을 발표했다. 2025년 3월, 보코는 보츠와나 최초의 인공위성인 BOTSAT-1이 미국 캘리포니아에 있는 스페이스X 시설에서 발사되는 행사에 참석했다.